# Copidognathus sinuosus
Copidognathus sinuosus är en kvalsterart som beskrevs av Newell 1971. Copidognathus sinuosus ingår i släktet Copidognathus och familjen Halacaridae. Inga underarter finns listade i Catalogue of Life.